# Z górki
Z górki (ang. Coming Down the Mountain) – brytyjski dramat z 2007 roku w reżyserii Julie Anne Robinson. Wyprodukowana przez wytwórnię Tiger Aspect Productions.
Premiera filmu odbyła się 2 września 2007 na brytyjskim kanale BBC One w Wielkiej Brytanii. Zdjęcia do filmu zrealizowano w Londynie w Anglii oraz w Parku Narodowym Snowdonia w Walii w Wielkiej Brytanii.

## Opis fabuły
Szesnastoletni David Philips (Nicholas Hoult) dorasta w cieniu chorego na zespół Downa brata, Bena (Tommy Jessop). W dodatku David, choć ma swoje pasje i marzenia, musi nieustannie opiekować się Benem. Jego awersja do rodziny przeradza się w otwartą nienawiść. Pewnego dnia pod nieobecność rodziców porywa brata i wywozi autostopem w góry.

## Obsada
Źródło: Filmweb
- Nicholas Hoult jako David Philips
- Tommy Jessop jako Ben Philips
- Julia Ford jako Sheila Philips
- Neil Dudgeon jako John Philips
- Emer Kenny jako Gail
- Katie Griffiths jako Alice
- Brendan Heaney jako Gary Jeavons
- Josh Cohen jako Rob